# Bender Baskets Grünberg
Die Bender Baskets Grünberg sind die erste Basketball-Damenmannschaft des Turn- und Sportvereins von 1883 aus Grünberg in Mittelhessen. Die Basketballabteilung wurde dabei 1973 im Verein eingerichtet.

## Allgemeines
Die Bender-Baskets verstehen sich als ein Ausbildungsteam. Junge Spielerinnen werden beim TSV Grünberg und dem in Kooperation mit dem BC Marburg in der WNBL in Zusammenarbeit mit dem Basketball-Teilzeit-Internat Grünberg bei den Bender Baskets an das Bundesliganiveau herangeführt. Nach dem Abitur verlassen viele Spielerinnen den Verein und wechseln zu höherklassigen Vereinen. Als Beispiele seien hier Alexandra Keil, Isabell Meinhart, Finja Schaake, Julia Gaudermann, Elisabeth Dzirma, Nicola Happel und Aline Stiller genannt. Auf ausländische Spielerinnen wird so weit wie möglich verzichtet. Ausnahmen bildeten die Saisons 2012 und 2015/2016, wo mit Amelia Simmons und Maria Blazejewski zwei amerikanische Profi-Spielerinnen verpflichtet werden mussten.
Der Aufstieg in die 2. Bundesliga wurde erstmals in der Saison 1999/2000 gefeiert. Nach dem freiwilligen Rückzug sind die Damen seit der Spielzeit 2008/09 dauerhafter Bestandteil der zweithöchsten Klasse und spielen seit jener Saison unter dem Namen Bender Baskets Grünberg.

## Abschlussplatzierungen
| - 2008/09, 2. DBBL Süd: 4. Platz - 2009/10, 2. DBBL Süd: 5. Platz - 2010/11, 2. DBBL Nord: 5. Platz - 2011/12, 2. DBBL Nord: 4. Platz - 2012/13, 2. DBBL Nord: 5. Platz - 2013/14, 2. DBBL Nord: 4. Platz - 2014/15, 2. DBBL Nord: 9. Platz - 2015/16, 2. DBBL Nord: 7. Platz - 2016/17, 2. DBBL Nord: 7. Platz | - 2017/18, 2. DBBL Nord: 6. Platz - 2018/19, 2. DBBL Nord: 7. Platz - 2019/20, 2. DBBL Nord: 7. Platz - 2020/21, 2. DBBL Nord, 11. Platz - 2021/22, 2. DBBL Nord, 8. Platz - 2022/23, 2. DBBL Nord: 8. Platz - 2023/24, 2. DBBL Nord: 10. Platz - 2024/25, 2. DBBL Nord: 9. Platz |

## 2010er Jahre

### Saison 2013/14
Die Bender Baskets Grünberg qualifizierten sich über den 4. Platz für die Play-offs zum Aufstieg in die 1. DBBL, wo man dem späteren Aufsteiger AVIDES Hurricanes Rotenburg in zwei Spielen unterlag.

### Saison 2014/15
Die erste Damenmannschaft sicherte sich am 18. Spieltag der Saison 2014/15 den Klassenerhalt in der 2. DBBL Nord.

### Saison 2017/18
In der Abschlusstabelle der 2. DBBL Nord belegten die Bender Baskets Grünberg den sechsten von elf Plätzen und holten 18 Punkte aus 20 Spielen.

### Saison 2018/19
Nach einer sehr guten Hinrunde, die auf Platz 4 abgeschlossen wurde, erreichte man nur Platz sieben von elf in der Abschlusstabelle der 2. DBBL Nord mit 18 Punkten aus 20 Spielen.

## 2020er Jahre

### Saison 2019/20
In der Abschlusstabelle der 2. DBBL Nord belegten die Bender Baskets Grünberg Platz sieben von zehn und qualifizierten sich mit 16 Punkte aus 18 Spielen für die Play-offs zum Aufstieg in die 1. Damen-Basketball-Bundesliga, welche allerdings wegen der COVID-19-Pandemie nicht stattfanden.

### Saison 2020/21
Mit −2 Punkten belegen die Bender Baskets Grünberg den elften von zwölf Plätzen.

### Saison 2021/22
Die Bender Baskets Grünberg sicherten sich mit 17 Punkten aus 22 Spielen den Klassenerhalt und belegten damit den achten von zwölf Plätzen.

### Saison 2022/23
Am letzten Spieltag der regulären Saison qualifizierten sich die Bender Baskets mit 20 Punkten aus 22 Spielen für die Play-offs zum Aufstieg in die 1. Damen-Basketball-Bundesliga. Gegner im Playoff-Viertelfinale war der Tabellenerste aus der 2. DBBL Süd QOOL Sharks Würzburg. Das Hinspiel in Würzburg gewannen die Grünbergerinnen mit 76:62, unterlagen jedoch im Rückspiel zu Hause mit 56:82, so dass die Teilnahme an der Aufstiegsrunde danach endete.

### Saison 2023/24
In der Abschlusstabelle der 2. DBBL Nord belegten die Bender Baskets Grünberg lediglich den zehnten von elf Plätzen (14 Punkte aus 20 Spielen) und mussten mit dem Neunten TuS Lichterfelde und dem Tabellenletzten Eintracht Braunschweig in die Play-downs. Diese wurden im Gruppenmodus mit Hin- und Rückspiel ausgetragen, wo sich letztendlich Eintracht Braunschweig und die Bender Baskets den Klassenerhalt sicherten.

### Saison 2024/25
Die Bender Baskets belegten in der Abschlusstabelle der 2. DBBL Nord den neunten von zwölf Plätzen (14 Punkte aus 22 Spielen). In den Playdowns sicherten sie sich mit zwei Siegen (auswärts 92:71 sowie zuhause 79:51) gegen New Basket Oberhausen den Klassenerhalt.

## Kader der Saison 2024/25
| Nr. | Name                   | Position       | Größe  | Nationalität       | Alter |
| --- | ---------------------- | -------------- | ------ | ------------------ | ----- |
| —   | Danijel Brankovic      | Trainer        | n/a    | Schweiz            | n/a   |
| 2   | Tia Reul               | Center         | 1,93 m | Deutschland        | 20    |
| 2   | Lotte Seegräber        | Point Guard    | 1,68 m | Deutschland        | 24    |
| 3   | Hanna Cimmermann       | Point Guard    | 1,73 m | Osterreich         | 17    |
| 3   | Kimberly Geisler       | Point Guard    | 1,72 m | Deutschland        | 21    |
| 4   | Hannah Bubel           | Point Guard    | 1,73 m | Deutschland        | 20    |
| 4   | Lucy Michel            | Shooting Guard | 1,80 m | Deutschland        | 21    |
| 5   | Sarah Lückenotte       | Shooting Guard | n/a    | Deutschland        | 27    |
| 6   | Nora Jacob             | Shooting Guard | 1,73 m | Deutschland        | 21    |
| 7   | Samantha Coleman       | Point Guard    | 1,75 m | Vereinigte Staaten | 26    |
| 7   | Sofia Gerber           | Power Forward  | 1,80 m | Deutschland        | 17    |
| 9   | Marianna Byvatov       | Point Guard    | 1,70 m | Deutschland        | 20    |
| 9   | Amelie Müller          | Point Guard    | 1,75 m | Deutschland        | 19    |
| 9   | Luisa Popp             | Power Forward  | 1,75 m | Deutschland        | 25    |
| 10  | Keira Eulering         | Center         | 1,85 m | Deutschland        | 24    |
| 12  | Carlice Lucia Poelstra | Center         | 1,84 m | Niederlande        | 24    |
| 14  | Lena Graf              | Small Forward  | 1,85 m | Deutschland        | 20    |
| 15  | Frieda Schlebusch      | Small Forward  | 1,73 m | Deutschland        | 26    |
| 16  | Charlotte Kohl         | Center         | 1,93 m | Deutschland        | 25    |
| 17  | Hanna Adaszewska       | Power Forward  | 1,85 m | Deutschland        | 19    |
| 20  | Emilia Arnheiter       | Shooting Guard | 1,75 m | Deutschland        | 22    |
| 22  | Katharina Quapil       | Point Guard    | 1,73 m | Deutschland        | 25    |
| 33  | Lena Dziuba            | Small Forward  | 1,85 m | Deutschland        | 22    |
| n/a | Tonisha Baker          | n/a            | 1,73 m | Vereinigte Staaten | 34    |

## Spielstätte
Die Sporthalle der Theo-Koch-Schule an der Struppiusstraße in Grünberg ist die Heimstätte der Bender Baskets Grünberg.

## Nationalspielerinnen

### A-Kader
Auflistung der ehemaligen und aktuellen Spielerinnen der deutschen Basketballnationalmannschaft:
- Alexandra Keil
- Finja Schaake

### 3×3-Basketball
Auflistung der ehemaligen und aktuellen Spielerinnen der deutschen 3x3-Basketballnationalmannschaft:
- Elisa Mevius
- Marie Reichert

### Jugend
Auflistung der ehemaligen und aktuellen Jugend-Nationalspielerinnen:
| - Kira Barra - Keisha Carthäuser - Elisabeth Dzirma - Julia Gaudermann | - Nicola Happel - Isabell Meinhart - Anke Nau - Anja Oehm - Manuela Philippi | - Luana Rodefeld - Alexandra Wilke - Laura Zdravevska |

## Stammverein TSV Grünberg

### Damen
Die Damenmannschaft errang folgende Titel:
- Hessischer Meister 1994, 2001, 2007, 2008, 2010
- Hessenpokalsieger 1995, 1997, 2000, 2007, 2008, 2009, 2011

| Jahr | Erfolg                    | Finale                                  | Trainer                 |
| ---- | ------------------------- | --------------------------------------- | ----------------------- |
| 2007 | Deutscher U16-Vizemeister | TSV Grünberg – Schwarz-Weiß Essen 84:93 | Birte Schaake           |
| 2008 | Deutscher U14-Meister     | TSV Grünberg – Schwarz-Weiß Essen 71:70 | Monja und Klaus Steuger |
| 2008 | Deutscher U16-Meister     | TSV Grünberg – SV Halle 75:55           | Birte Schaake           |
| 2009 | Deutscher U18-Meister     | TSV Grünberg – Rhein-Main Baskets 73:58 | Eberhard Spissinger     |
| 2011 | Deutscher U17-Vizemeister | Team Mittelhessen – TV Saarlouis 55:58  | Birte Schaake           |
| 2011 | Deutscher U19-Pokalsieger | TSV Grünberg – SV Halle/Jena 67:57      | Jenny Unger             |
| 2013 | Deutscher U19-Pokalsieger | TSV Grünberg – Paderborn 87:69          | Philipp Sparwasser      |
| 2014 | Deutscher U17-Vizemeister | Team Mittelhessen – OSC Osnabrück 44:65 | Jenny Unger             |
| 2015 | Deutscher U19-Pokalsieger | TSV Grünberg – Rhöndorfer TV 63:36      | Ralf Römer              |
| 2016 | Deutscher U19-Pokalsieger |                                         | Ralf Römer              |

Das Team Mittelhessen setzt sich aus U17-Spielerinnen des BC Marburg und des TSV Grünberg zusammen und spielt seit dem Gründungsjahr 2009 in der Weiblichen Nachwuchs-Basketball-Bundesliga (WNBL).

### Herren
Die erste Herrenmannschaft des TSV 1883 Grünberg e. V. spielt in der Saison 2024/25 mit Coach Micha Winterberg in der Landesliga.
Zu den größten Erfolgen gehören die Teilnahme an der 2. Basketball-Bundesliga in der Spielzeit 2000/01 sowie die Hessenpokalsiege in den Jahren 1999, 2003, 2004 und 2007.